# پژوهش وایپهولم

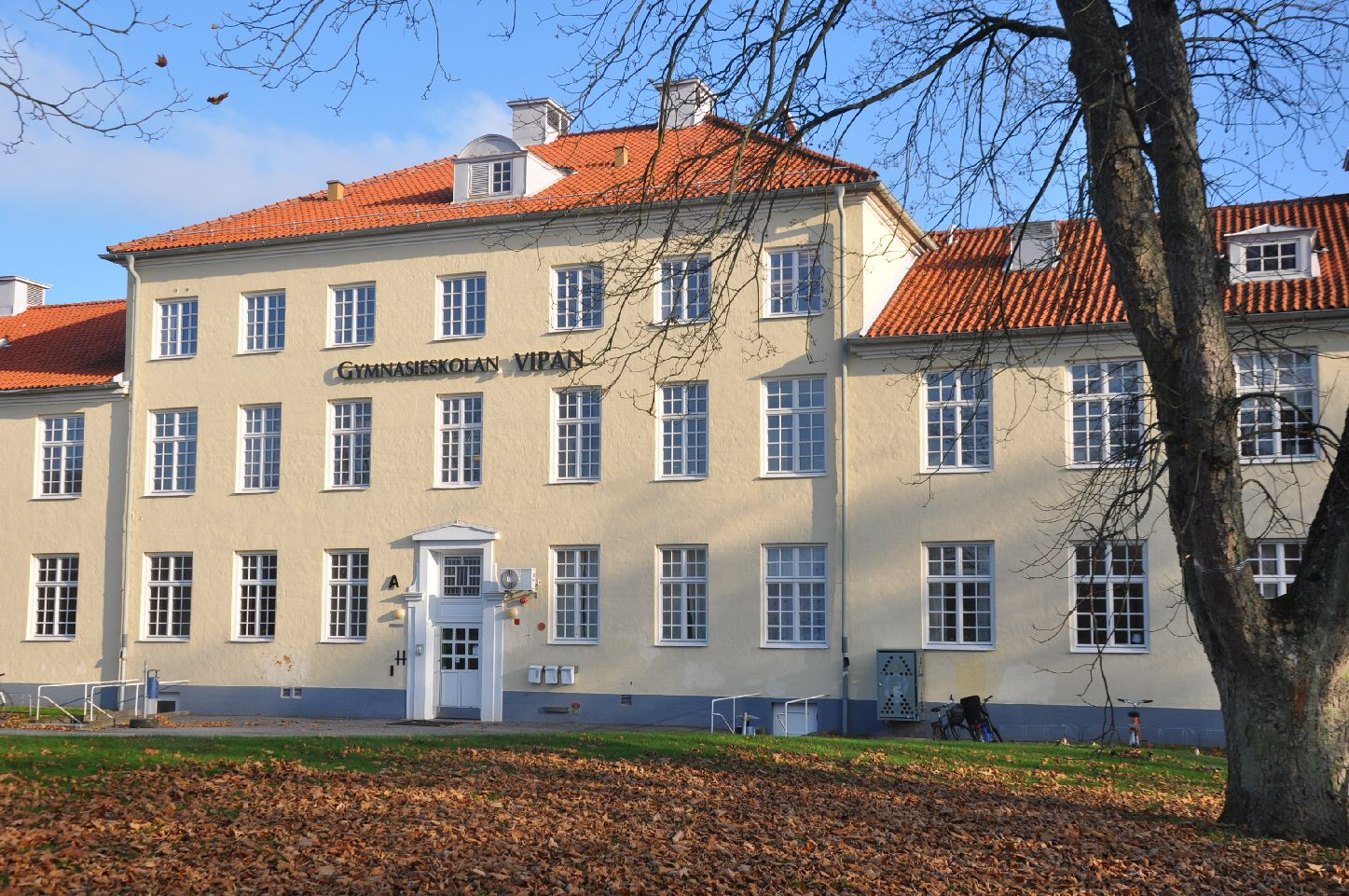
ساختمان اصلی بیمارستان وایپهولم که اکنون یک مدرسه متوسطه است.

پژوهش وایپهولم (انگلیسی: Vipeholm experiments) یکسری  آزمایش روی انسان بود. این مطالعات در بیمارستان وایپهولم، واقع در لوند در کشور سوئد، بین سالهای ۱۹۴۵ تا ۱۹۵۵م، انجام گرفت. طی این مطالعات، تعدادی از بیماران که دچار کم‌توانی ذهنی بودند، به شکلی منظم تحت رژیم قندی قرار گرفتند. هدف از رژیم غذایی شیرین، مطالعه تأثیر کربوهیدرات‌ها بر سلامتی دندان بود. این تحقیقات توسط مجامع علمی دندانپزشکی و صنایع تولید قند، حمایت شد. حاصل این مطالعات، کسب دانش گسترده‌ای در مورد سلامت دندان و دهان بود. یافته‌های تجربی حاصل از این مطالعات، به شکل معنی دار از ارتباط میزان مصرف قند و پوسیدگی دندان حکایت داشت. علی‌رغم این یافته‌های مهم علمی، امروزه پژوهش وایپهولم، ناقض اصول اخلاق پزشکی به‌شمار آمده و سرزنش می‌شود.